# Hirschfeld, Zwickau
Hirschfeld là một đô thị thuộc huyện Zwickau, bang Sachsen, nước Đức.